# Prahlada

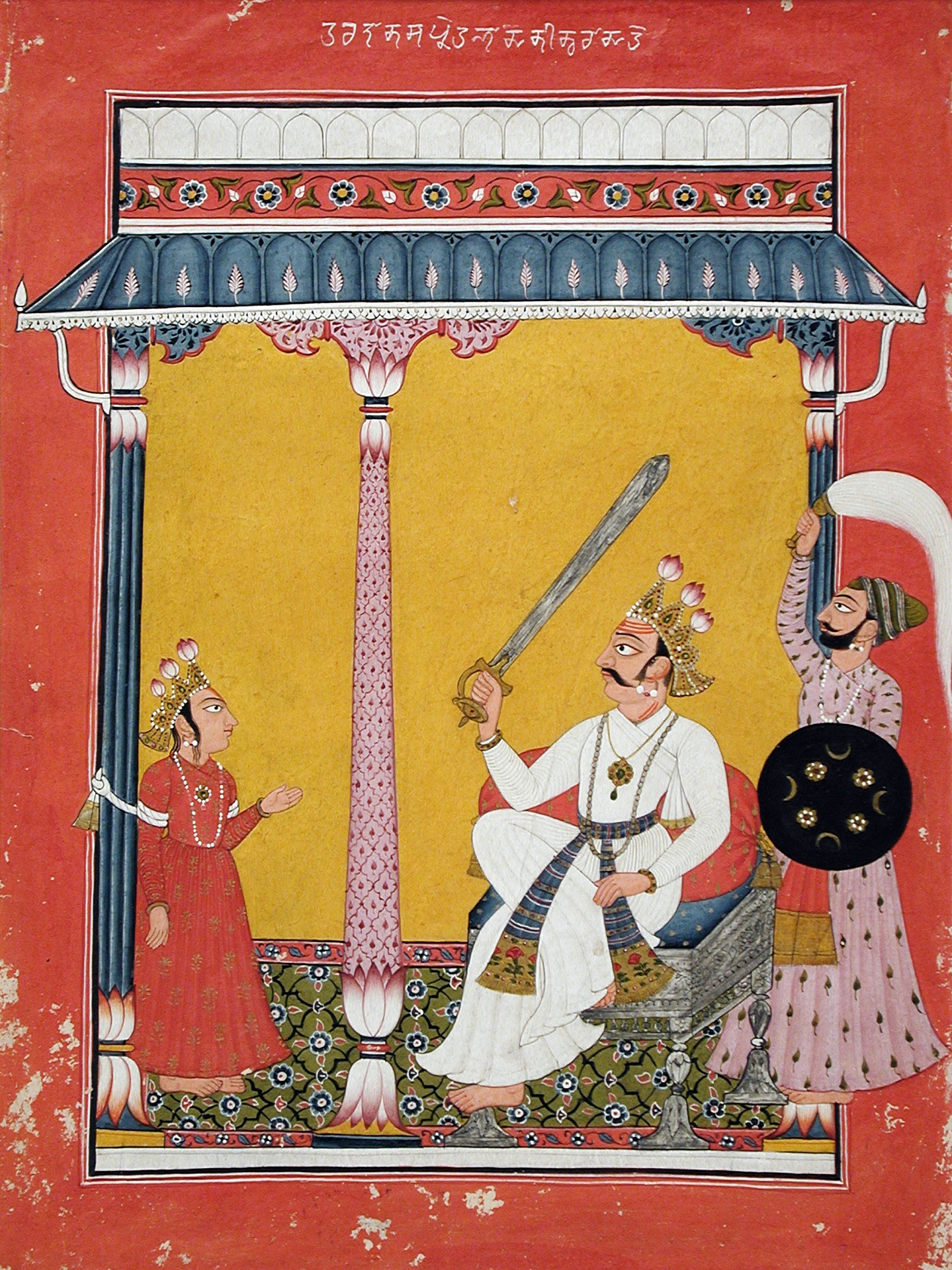
Hiranyakashipu se prépare à décapiter son fils (illustration du Bhagavata Purana, Inde du Nord, vers 1725.

Prahlada est un personnage de la mythologie de l'hindouisme, fils du démon Hiranyakashipu. Prahlada est particulièrement admiré par les vishnouïtes : de même que le taureau Nandi est vu comme le meilleur dévot du dieu Shiva, Prahlâda est considéré comme le meilleur dévot du dieu Vishnou (sous la forme particulière qui le sauva : Narasimha). Son père a essayé de le tuer à maintes reprises à cause de sa dévotion pour Vishnu, mais sa foi l'a protégé à chaque fois, en dépit des stratégies démoniaques employées.
Lorsque Prahlâda était encore dans le ventre de sa mère, on demanda à ce qu'elle avorte de l'enfant du fait de la nature démoniaque de son père tyrannique, mais le roi des dieux, Indra, tenu aux avortements et aux engendrements, refusa.